# アデリーナ・イスマイリ
アデリーナ・イスマイリ（アルバニア語:Adelina Ismajli、セルビア語:Аделина Исмајли、1979年12月14日 - ）はコソボの歌手。ユーゴスラヴィア、セルビア社会主義共和国コソボ社会主義自治州のプリシュティナ（現コソボ共和国）出身で、民族的にはアルバニア人である。出身地のコソヴォ、アルバニア、マケドニア共和国およびモンテネグロのアルバニア人の地域でもっとも高い人気を誇る歌手の一人である。アデリーナ・イスマイリの妹ザンフィーナ・イスマイリもまた、アルバニア人たちの間で人気の高い歌手である。

## アルバム
- Ushtrinë timë
- Nuk jam sex bombë
- 100% Zeshkane
- Prej fillimit
- Mbretëreshë e robëreshë
- Feniks
- BRAVO

## 音楽
その音楽性は、いわゆるターボ・フォークとポップ・ミュージックを融合したものである。その歌詞には、当時はセルビア領、あるいは国際統治下におかれていたコソボの独立を希求するものも含まれ、たとえば「Uragan Çohen Krenarët」、「Në Kosovë Luhet Kumorë」、「Skenderbe」は、アルバニア人の民族主義、軍事主義的な色彩を帯びたものである。
イスマイリの音楽は、コソボの主要なメディアでたびたび取り上げられる。彼女の音楽やその扇情的な服装、セルビアの歌手ツェツァとの類似点や、メディアへの高い露出度のため、「コソボのツェツァ」と呼ばれた。彼女は、その扇情的なビデオ・クリップやテレビでのパフォーマンスにより、セックス・シンボル的存在としてもよく知られている。
2003年10月、アデリーナ・イスマイリは妹のザンフィーナ・イスマイリおよび競合する歌手レオノラ・ヤクピと共に、議論の槍玉に挙げられることとなった。プリシュティナの性教育研究センターは、これらの歌手たちが性的なステレオタイプを利用して人気を獲得していると表明した。
2006年のインタビューで、アルバニアの音楽が周辺のバルカン半島諸国の模倣を続けてきたという説は誤りであると述べる。彼女はアルバニア内外で共通するメロディがアルバニア起源である証拠を挙げた。

## 人物
1997年には、ミス・コソボに選ばれている。
イブラヒム・ルゴヴァの支持者であり、2004年には、コソボの大統領選挙の候補者イブラヒム・ルゴヴァの応援に加わった。
2007年には、交際していた警察官トリウムフ・リザがマフィアの銃撃に遭って死亡した。